# American Gladiators (datorspel)
American Gladiators är ett videospel som tillverkades 1991 av Incredible Technologies för Amiga, Sega Mega Drive/Genesis, Super NES och Nintendo Entertainment System. Det är baserat på tv-programmet, Amerikanska Gladiatorer.